# Felicity, Ohio
Felicity là một làng thuộc quận Clermont, tiểu bang Ohio, Hoa Kỳ. Năm 2010, dân số của làng này là 818 người.

## Dân số
- Dân số năm 2000: 922 người.
- Dân số năm 2010: 818 người.